# Actinote messeres
Actinote messeres är en fjärilsart som beskrevs av Jordan 1910. Actinote messeres ingår i släktet Actinote och familjen praktfjärilar. Inga underarter finns listade i Catalogue of Life.